# 윤옥윤
윤옥윤(尹鈺潤, 1946년 1월 16일 ~ )는 대한민국의 정치인이다. 강진군의원을 지냈다.

## 학력
- 강진중앙국민학교
- 강진중학교
- 강진농업고등학교
- 광주대학교 졸업

### 비학위 수료
- 광주대학교 경상대학원 수료

## 경력
- 광주대학교 원우회 고문
- 국가 및 지방공무원 26년 재직
- 해남윤씨 강진군 종친회 이사
- 강진여자중학교 육성회 이사
- 새마을운동 강진군 회장
- 민주평화통일자문위원회 위원
- 강진로타리클럽 이사
- 국제로타리 2610지구 총재 특별대표
- 1991.07 ~ 1995.06 제1대 전라남도 강진군의회 의원
- 1991.04 ~ 1993.04 제1대 전라남도 강진군의회 전반기 의장

## 수상
- 국무총리 표창

## 역대 선거 결과
|  | 62.4% |

|  | 39.34% |

|  | 25.48% |

|  | 12.10% |

|  | 23.94% |